# Erysimum krynkense
Erysimum krynkense är en korsblommig växtart som beskrevs av Eugeny Mikhailovič Lavrenko. Erysimum krynkense ingår i släktet kårlar, och familjen korsblommiga växter. Inga underarter finns listade i Catalogue of Life.